# Ласковый яд
Ласковый яд (рос., дослівно — «ласкава отрута»)  — максі сингл рок-гурту Моноліт.

## Трилогія

### Ласковый яд
Був виданий у 2011 році.
Аранжування: гурт «Моноліт»
Над синглом працювали:
- Костянтин Гордейчук — вокал
- Павло Коновалов — бас-гітара, бек-вокал, гітара
- Максим Доля — гітара, акустична гітара
- Сергій Воробйов — барабани

- Запис, зведення: «Моноліт Sound Studio», 2011 рік
- Звукорежисура: Віктор Єрмаков
- Саунд-продюсування: Павло Коновалов

Дизайн обкладинка, оформлення: Павло Коновалов
Менеджмент: Костянтин Гордейчук

#### Список пісень
1. Вкус яда (сл. Гордейчук К., муз. Григорьян Н.)
2. Ласковый яд (сл. Гордейчук К., муз. Гордейчук К.)
3. Побеждай или умри (сл. Гордейчук К., муз. Гордейчук К.)

### Ласковый яд part II

Аранжування: гурт «Моноліт»
Над синглом працювали:
- Костянтин Гордейчук — вокал
- Павло Коновалов — бас-гітара, бек-вокал
- Максим Доля — гітара, акустична гітара, клавішні
- Сергій Воробйов — барабани
- Віктор Єрмаков — клавішні, програмування

- Запис, зведення: «Моноліт Sound Studio», 2011—2012 рік
- Звукорежисура: Віктор Єрмаков
- Саунд-продюсування: Павло Коновалов

Дизайн обкладинка, оформлення: Павло Коновалов
Менеджмент: Костянтин Гордейчук

#### Список пісень
1. Ласковый яд [dubstep electro version] (сл. Гордейчук К., муз. Гордейчук К.)
2. Побеждай или умри [symphonic version] (сл. Гордейчук К., муз. Гордейчук К.)
3. Biker's song (сл. Гордейчук К., муз. Григорьян М.)

### Ласковый яд P.S.

Аранжування: гурт «Моноліт»
Над синглом працювали:
- Костянтин Гордейчук — вокал, акустична гітара
- Павло Коновалов — бас-гітара
- Максим Доля — гітара
- Сергій Воробйов — барабани
- Віктор Єрмаков — клавішні, програмування

- Запис: «Моноліт Sound Studio» (1,2); фестиваль «Пікейні жилети — 2011» (3)
- Зведення «Моноліт Sound Studio» 2012 р.
- Звукорежисура: Віктор Єрмаков
- Саунд-продюсування: Павло Коновалов

Дизайн обкладинка, оформлення: Павло Коновалов
Менеджмент: Костянтин Гордейчук

#### Список пісень
1. Страх перебороть (сл. Гордейчук К., муз. Гордейчук К.)
2. Ласковый яд [darkwave dubstep version] (сл. Гордейчук К., муз. Гордейчук К.)
3. Напролом [live in Odessa] (сл. Гордейчук К., муз. група «Моноліт»)

## Опис
Кожна з частин трилогії являла собою окремий ЕР, в який входило по три композиції. Цікаво те, що в цьому максі-синглі ми вирішили дати волю експериментам як в плані звучання, так і в плані музичної стилістики. Тому кожен з синглів трилогії «Ласковый яд» містить і металічні треки, і електронні та симфо-версії наших пісень, і композиції в анплагд виконанні.
— Частина інтерв'ю сайту «Сіті Суми»

## Інше
- 17 лютого 2012 року в програмі «Залізний Грамофон» на сайті інтернет-радіо Rock.SunLife-Fm звучала перша частина синглу.